# Sol Parral
Sol Parral (27. ožujka 1986.) je argentinska hokejašica na travi. Igra na mjestu obrambene igračice.
Svojim igrama je stekla mjesto u argentinskoj izabranoj vrsti.
Po stanju od 3. studenoga 2009., igra za klub Belgrano Athletic Club.

## Sudjelovanja na velikim natjecanjima
- 2009.: Panamerički kup u Hamiltonu, zlato